# Scopula molaris
Scopula molaris är en fjärilsart som beskrevs av Louis Beethoven Prout 1922. Scopula molaris ingår i släktet Scopula och familjen mätare. Inga underarter finns listade.